# Брюнинг, Генрих
Ге́нрих Ало́зиус Мари́я Эли́забет Брю́нинг (нем. Heinrich Aloysius Maria Elisabeth Brüning; 26 ноября 1885 — 30 марта 1970) — германский политический деятель, рейхсканцлер и министр иностранных дел во время Веймарской республики.

## Биография
Изучал философию и политические науки, завершил образование в 1915 г.
Несмотря на слабое здоровье и близорукость, Брюнинг добровольцем ушёл на фронт. Он был пулеметчиком, получил ранение, был награждён Железным крестом 2-го и 1-го класса и произведён в лейтенанты запаса, что впоследствии очень импонировало военным и помогло ему в политической карьере. В ноябре 1918 года Брюнинг входил в состав специального подразделения, задачей которого было подавление Ноябрьской революции.
Политическая карьера Брюнинга началась в сентябре 1919 года, когда прусский министр социального обеспечения Адам Штегервальд сделал его своим личным референтом. Спустя год Брюнинг был уже управляющим делами Христианско-национальной германской федерации профсоюзов и оставался на этом посту до 1930 года. В мае 1924 года Брюнинг впервые был избран депутатом рейхстага от партии Центра. В течение короткого времени он стал одним из самых влиятельных экспертов по государственному бюджету своей партии, в декабре 1929 года его избрали главой партийной фракции в рейхстаге. Ни один из политиков Центра не пользовался такой широкой поддержкой в партии в целом, как Брюнинг: оригинальный политик, отказывавшийся от личного автомобиля, пользовался только общественным транспортом и возвращал в кассу каждый месяц часть своего жалования которую не успевал истратить; рабочие и служащие поддерживали его, памятуя о его профсоюзной деятельности, в то время как на консервативные силы он производил впечатление своей приверженностью умеренной внешней политике Германии и своими выступлениями, выдержанными в подчёркнуто национальном духе.

## Канцлер во время мирового кризиса

### Первый кабинет Брюнинга
В марте 1930 года правительство «большой коалиции», возглавляемое социал-демократом Германом Мюллером, развалилось, не найдя компромиссного решения по вопросу незначительного повышения размера страхового взноса на случай безработицы. Рейхспрезидент Гинденбург назначил новым рейхсканцлером Генриха Брюнинга. Право назначения рейхсканцлера согласно статье 53 Веймарской конституции было закреплено за рейхспрезидентом, и поэтому при доверии рейхспрезидента и в условиях чрезвычайного положения правительство могло быть сформировано меньшинством. Именно такое правительство возглавил Брюнинг. К этому решению Гинденбурга подтолкнуло отсутствие работоспособного правительства и консенсуса среди партий.

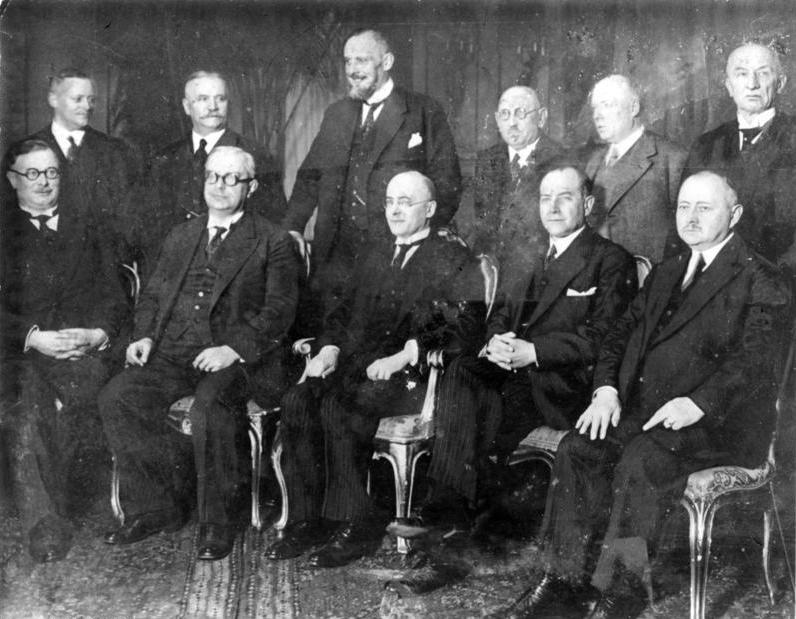
Первый кабинет Брюнинга, март 1930 г.

Правительство Брюнинга называли «кабинетом фронтовиков», так как 6 из 11 министров были награждены Железным крестом I степени. Также 7 министров кабинета Брюнинга входили и в предыдущее правительство Германа Мюллера. Назначение Брюнинга канцлером поддержали руководители Имперского союза германской промышленности. Некоторые исследователи считают, что именно с Брюнинга начался процесс распада немецкой демократии, так как Брюнинг в своей политике опирался на доверие и полномочия консервативного рейхспрезидента Гинденбурга, а не на Рейхстаг. Ярким примером этого является проект бюджета 1930/1931 года. Годовой бюджет впервые в истории Веймарской республики был принят без одобрения парламента, исключительно на основе полномочий Рейхспрезидента (на основе ст. 48 Веймарской конституции). На попытку выдвижения вотума недоверия от парламента, Брюнинг ответил роспуском Рейхстага на основе декрета Рейхспрезидента Гинденбурга и назначил новые выборы. Это привело к ситуации, в которой правительство целиком опиралось на полномочия Рейхспрезидента и де-факто не было подотчетно Рейхстагу. 
Снижение налоговых поступлений в условиях мирового кризиса и сохраняющееся военное бремя (репарации, пенсии инвалидам войны) имперский бюджет мог компенсировать только на основе существенного повышения налоговых ставок и сокращения размера заработной платы. В 1930 году финансовые последствия войны съедали 47,5 % бюджета. Снижавшийся внутренний спрос усугублял экономический и социальный кризис. Правительство Брюнинга широко использовало ст. 48 Веймарской конституции для проведения чрезвычайных законов, провело декреты о снижении заработной платы, о введении новых налогов.
Используя тесные связи с Ватиканом, Брюнинг искал сближения с католическими кругами Франции, а также с консервативными кругами США и Великобритании. Запугивая западные державы тем, что в условиях острого экономического кризиса на Германию надвигается «большевистская опасность», добился ряда уступок. В июле 1930 года из Рейнской демилитаризованной зоны были эвакуированы иностранные войска; в 1931 году Германия получила на год отсрочку репарационных платежей, которые она должна была выплачивать по итогам Первой мировой войны.
Политика жесткой экономии правительства Брюнинга привела к росту популярности ультралевых и ультраправых сил в виде КПГ и НСДАП. На парламентских выборах 1930 года партия Центра, членом которой был Брюнинг, получила всего 11% голосов. Существенно улучшили свои результаты только КПГ и НСДАП. НСДАП смогла перетянуть к себе часть электората правоконсервативных и буржуазных партий и взлететь с 2,6% голосов на парламентских выборах 1928 года до 18%, став второй по числу депутатов партией в Рейхстаге после СДПГ. Открыто антиреспубликанские силы в виде КПГ, НННП и НСДАП контролировали 225 мест (39,1%) в Рейхстаге из 577. В результате встал вопрос отношений правительства Брюнинга с СДПГ.
Брюнинг решил не включать в правительство ни нацистов, ни социал-демократов, стараясь использовать против СДПГ «Прусскую карту». Пруссия, как самый большой субъект Веймарской республики, была с 1920 года под управлением коалиционного кабинета социал-демократа Отто Брауна. Частью правительственной коалиции в Пруссии была и партия Центра, канцлером от которой был Брюнинг. Таким образом, Рейхсканцлер ставил СДПГ в затруднительное положение: либо СДПГ «терпит» кабинет Брюнинга без своего участия в правительстве, либо поддерживает вотум недоверия правительству и теряет контроль над Пруссией и прусской полицией (министром Внутренних дел Пруссии был социал-демократ Карл Зеверинг). В итоге руководство СДПГ решило в пользу «терпения» правительства Брюнинга, что привело к еще большему падению популярности СДПГ среди левых избирателей и их дальнейшую радикализацию в пользу Коммунистической партии Германии.
Первый кабинет Брюнинга пал на фоне ухудшающейся экономической ситуации и роста давления на Гинденбурга из правых кругов. Добило правительство неудачная попытка заключения немецко-австрийского таможенного союза, провалившаяся из-за давления Франции. Рейхспрезидент Гинденбург считал, что кабинет недостаточно правый и консервативный. В итоге в начале октября 1931 г. Генрих Брюнинг подал в отставку, чтобы сформировать новое правительство с сдвигом «вправо».

### Второй кабинет Брюнинга
Второй кабинет Брюнинга был сформировал 9 октября 1931 года. Министра внутренних дел из левого крыла партии Центра Йозефа Вирта заменили на действующего министра обороны (главу Рейхсвера) Вильгельма Грёнера, позволив ему по-совместительству занимать два министерских поста. Кроме этого, Брюнинг стал по-совместительству и министром иностранных дел в своем кабинете. Курт Йёль, близкий к НННП консерватор, назначен министром юстиции. Однако Брюнингу не удалось консолидировать правонационалистические силы через «поправение» кабинета. 
9 января 1932 года Брюнинг заявил, что Германия вообще не в состоянии платить по репарациям.
В ноябре 1931 года разразился скандал с Боксгемскими документами. В прессу попали документы НСДАП, согласно которым нацисты планировали неконституционный (насильственный) захват власти, ликвидацию республики и казнь своих политических оппонентов. Однако Брюнинг не придал им значение и дал указание генеральному прокурору не преувеличивать возможности дела, в итоге скандал замяли. В это время Брюнинг старался договориться с нацистами, поэтому не хотел ухудшать отношений с ними.
Отчеканенная в 1932 г. монета номиналом в 4 рейхспфеннига получила в народе прозвище «бедный Генрих», так как была выпущена по инициативе Брюнинга, чтобы стимулировать экономию расходов, но в результате служила лишним напоминанием о снижении доходов во время его канцлерского срока. Монета была изъята нацистами из обращения вскоре после их прихода к власти.
Во время президентской избирательной кампании 1932 года активно выступал в поддержку переизбрания Рейхспрезидента Гинденбурга.

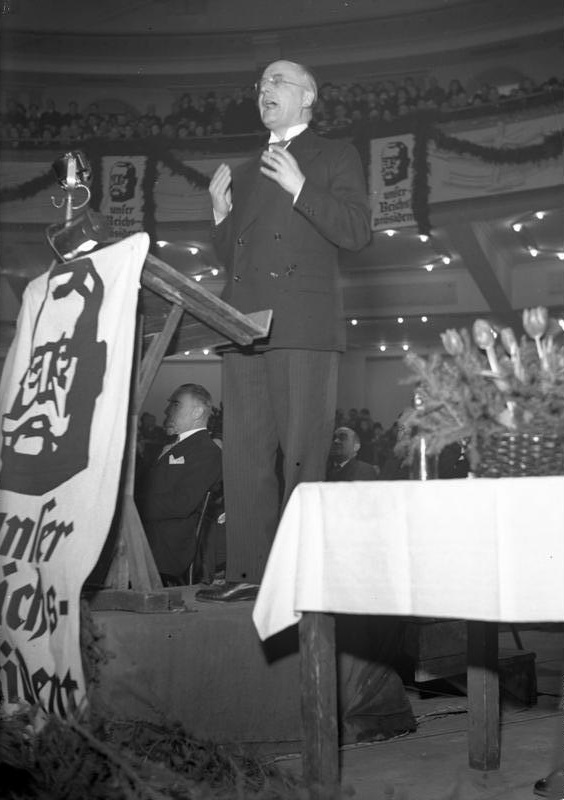
Рейхсканцлер Генрих Брюнинг агитирует за переизбрание рейхспрезидента П. фон Гинденбурга. Берлин, март, 1932 год

По инициативе Брюнинга и Грёнера 13 апреля 1932 года вышел чрезвычайный президентский декрет, запрещавший СА и СС. После Брюнинг предложил проект закона в поддержку крестьянства Восточной Пруссии, разгневавший местных землевладельцев, к которым относился и Гинденбург. 
Этим Брюнинг исчерпал кредит доверия рейхспрезидента. Тот к тому же не мог простить рейхсканцлеру, что своим избранием в рейхспрезиденты он был обязан в том числе и социал-демократам, проголосовавшим за него по просьбе Брюнинга. Гинденбург заявил о недоверии рейхсканцлеру, который благодаря своей политике экономии и так не пользовался особой поддержкой населения, и Брюнинг 30 мая 1932 года подал в отставку, его заменил Франц фон Папен, которого после этого исключили из партии Центра. По собственному признанию Брюнинга, канцлер рухнул за сто метров до цели, поскольку его дефляционная политика ещё не успела дать положительных результатов. Брюнингу не удалось достичь и другой своей цели — равноправного положения Германии и окончательной отмены репараций.

## После отставки
Во время предвыборной кампании к парламентским выборам 1932 года (июль) Брюнинг оказался виднейшей фигурой в агитации партии Центра, которая разорвала все связи с «предателем» Ф. фон Папеном. Партия Центра использовала в кампании такие лозунги как: «назад к Брюнингу», «месть за Брюнинга». Сам Брюнинг принял активное участие на стороне своей партии. На июльских парламентских выборах 1932 года партия Центра получила 12,4%. Нацисты же получили оглушительный успех в виде 37,4%. Одной из реально возможных форм коалиции был союз НСДАП с партией Центра и Баварской народной партией (БНП), которая ранее откололась от партии Центра.
Брюнинг как один из руководителей партии Центра активно налаживал контакты с Гитлером и стремился сформировать с нацистами правительственную коалицию. Однако 12 сентября 1932 года фон Папен при поддержке Рейхспрезидента распустил Рейхстаг и назначил новые парламентские выборы на ноябрь 1932 года. В результате ноябрьских выборов НСДАП и партия Центра ухудшили свои результаты, из-за чего предыдущая формула коалиции НСДАП-партия Центра-БНП становилась теперь невозможной.  
После прихода к власти Гитлера и роспуска партии Центра Брюнинг отошел от политики. Накануне «ночи длинных ножей» 30 июня 1934 г. он был предупрежден о предстоящем аресте, и эмигрировал сначала в Великобританию, Швейцарию, затем в США. С 1937 по 1952 профессор политических наук Гарвардского университета.
В 1951—1954 профессор политологии Кёльнского университета. В 1954 году вновь уехал в США и начал писать мемуары, которые вышли в свет после его смерти в 1970 году.

## Сочинения
- Heinrich Brüning. Memoiren. 1918–1934 (нем.). — Stuttgart: Deutsche Verlags-Anstalt, 1970.